# Spiel der Spiele

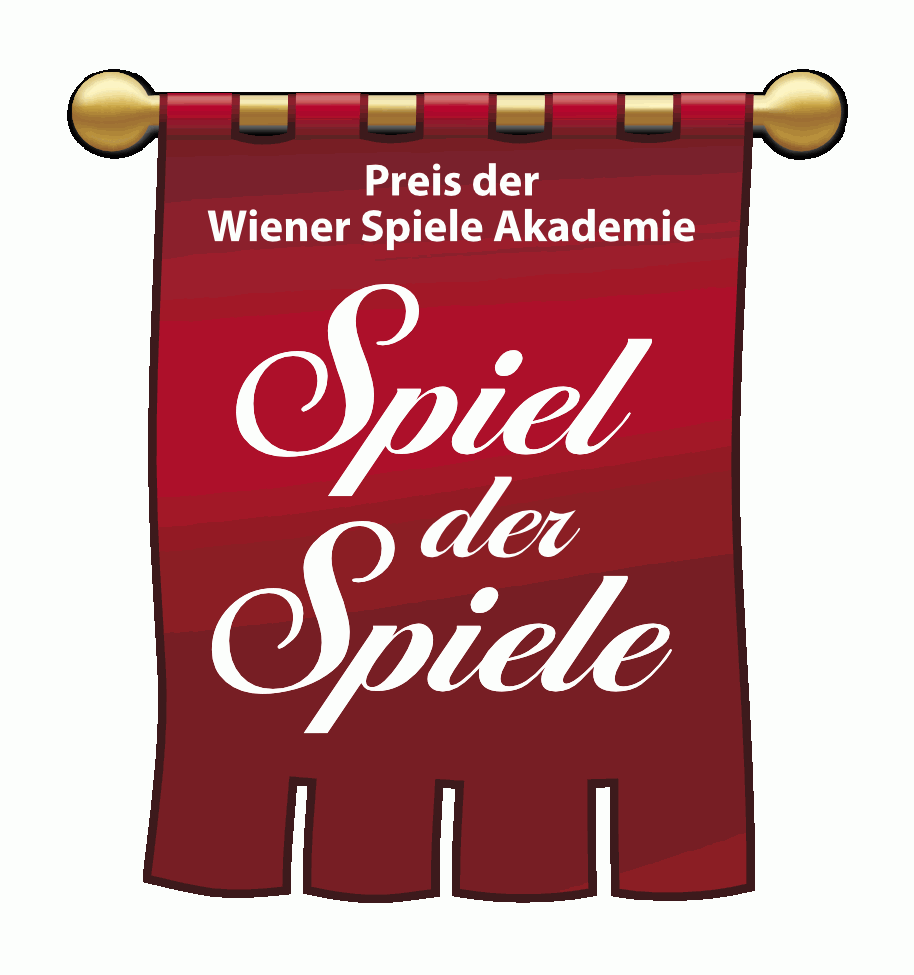
Logo del premio Spiel der Spiele

Lo Spiel der Spiele è un premio austriaco creato nel 2001 assegnato dalla Wiener Spiele Akademie per giochi da tavolo. Oltre allo Spiel der Spiele, l'accademia assegna altri 6 premi (Spiele Hit) in altrettante categorie: für Experten (per esperti), mit Freunden (con gli amici), für Familien (per famiglie), für Kinder (per bambini), für Viele (party game), für Zwei (per due giocatori).
La giuria è costituita da cinque membri esperti dell'accademia.
Si tratta del principale riconoscimento austriaco per il settore.

## Vincitori
| Anno | Gioco                             | Autore                                   | Editore        |
| ---- | --------------------------------- | ---------------------------------------- | -------------- |
| 2001 | Entdecker: Exploring New Horizons | Klaus Teuber                             | Kosmos         |
| 2002 | Pueblo                            | Michael Kiesling e Wolfgang Kramer       | Ravensburger   |
| 2003 | King Arthur                       | Reiner Knizia                            | Ravensburger   |
| 2004 | Geniale!                          | Reiner Knizia                            | Kosmos         |
| 2005 | Trans Europa                      | Franz-Benno Delonge                      | Winning Moves  |
| 2006 | Tibet                             | Reiner Knizia                            | Parker         |
| 2007 | Extreme Activity                  | Ulrike Catty, Maria Führer, Ernst Führer | Piatnik        |
| 2008 | Marrakech                         | Dominique Ehrhard                        | Zoch           |
| 2009 | Ramses Pyramid                    | Reiner Knizia                            | LEGO           |
| 2010 | Atlantis                          | Leo Colovini                             | Amigo Spiele   |
| 2011 | Asara                             | Wolfgang Kramer, Michael Kiesling        | Ravensburger   |
| 2012 | Santa Cruz                        | Marcel-André Casasola Merkle             | Hans im Glück  |
| 2013 | Golden Horn                       | Leo Colovini                             | Piatnik        |
| 2014 | Linko!                            | Wolfgang Kramer, Michael Kiesling        | Ravensburger   |
| 2015 | Mmm!                              | Reiner Knizia                            | Pegasus        |
| 2016 | Kerala                            | Kirsten Hiese                            | Kosmos         |
| 2017 | Bärenpark                         | Phil Walker-Harding                      | Lookout Games  |
| 2018 | Istanbul − Das Würfelspiel        | Rüdiger Dorn                             | Pegasus        |
| 2019 | Forbidden Sky                     | Matt Leacock                             | Schmidt Spiele |
| 2020 | Smart 10                          | Christoph Reiser, Arno Steinwender       | Asmodée        |
| 2021 | Flyin' Goblin                     | Corentin Lebrat, Théo Rivière            | Iello          |